# Radvanje (Maribor)

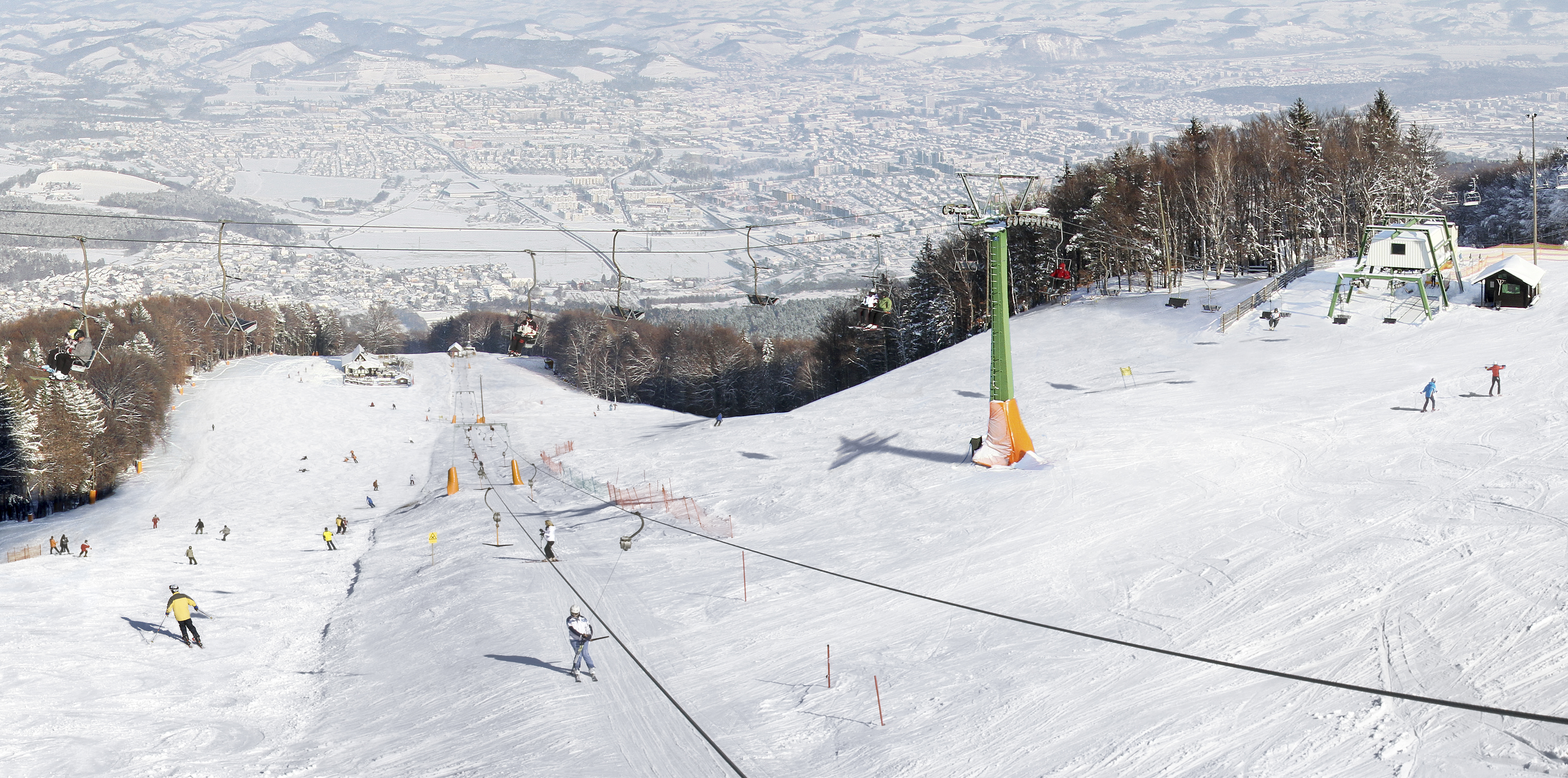
Skigebiet Mariborsko Pohorje, Radvanje

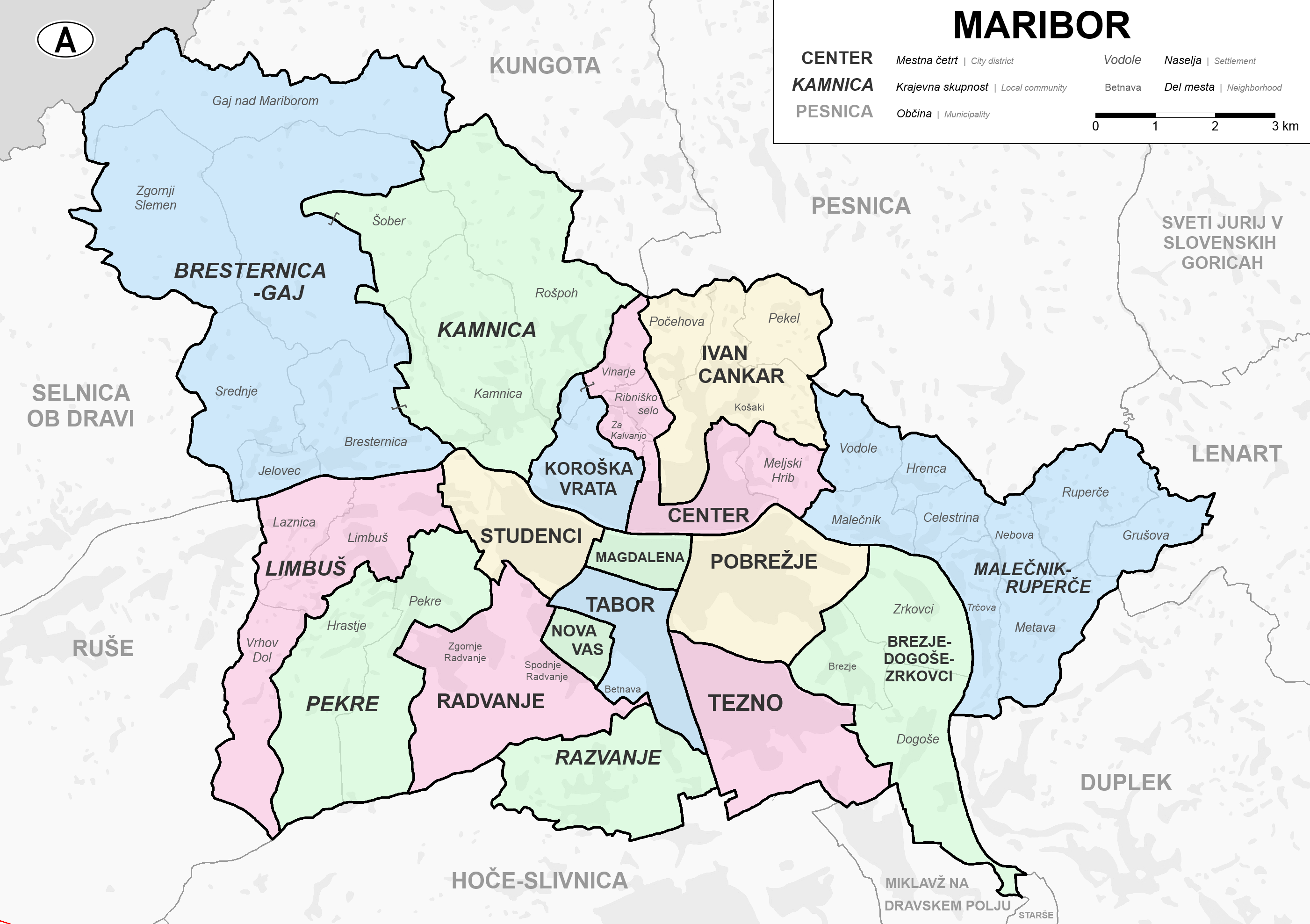
Stadtbezirke und Ortsgemeinschaften von Maribor

Mestna četrt Radvanje, Kurzform: MČ Radvanje (deutsch Stadtbezirk Radvanje) ist der Name eines Stadtbezirks  in der slowenischen Stadtgemeinde Maribor (Marburg an der Drau). Der Bezirk liegt im Süden der Stadtgemeinde am Nordrand des Bachergebirges (slowenisch: Pohorje).

## Geschichte
Radvanje (deutsch, historisch: Rotwein und Rothwein) wurde erstmals dokumentiert in historischen Quellen als Radewan (1096 bis 1105), Radvan (1220 bis 1230) und Radoan (1282), Rotwein (1695). Radvanje war vor dem Zweiten Weltkrieg eines selbständige Gemeinde, entstanden aus drei ehemaligen Dörfern am Pohorje-Gebirge – Spodnje Radvanje (Unterrothwein), Zgornje Radvanje (Oberrothwein) und Nova vas (Borova vas) entstanden.

## Lage
Begrenzt wird das Stadtviertel durch die Mariborer Stadtbezirke bzw. Ortsgemeinschaften Studenci im Norden, Pekre im Westen, Nova Vas und Tabor im Nordosten, Razvanje im Südosten und Tezno im Osten. Im Süden grenzt der Bezirk an die Gemeinde Hoče-Slivnica. Radvanje ist ein Ort mit etwa 8.000 Einwohnern, einer Fläche von etwa 760 Hektar und einem Umfang von etwa 16 Kilometern. Radvanje nimmt das Gebiet der Obdrav-Ebene südöstlich von Maribor ein.

## Aktivitäten, Sehenswürdigkeiten
- Wander- und Skigebiet Mariborsko Pohorje[6][7]
- Seilbahn Pohorska Vzpenjača
- Start des Slovenska Planinska Pot (ältester Bergwanderweg Europas – von Maribor bis zur Adria)[8][9]
- Schloss Betnava (deutsch: Schloss Windenau)[10]